# U/20-EM i håndbold 2010 (mænd)
U/20-EM i håndbold 2010 for mænd var det fjerde U/20-EM i håndbold for mænd, og mesterskabet blev arrangeret af European Handball Federation. Slutrunden med deltagelse af 16 hold blev afviklet i Bratislava i Slovakiet i perioden 29. juli – 8. august 2010. Mesterskabet var åbent for spillere født i 1990 eller senere.
Mesterskabet blev vundet af Danmark, som dermed med succes forsvarede EM-titlen fra 2008. I finalen besejrede danskerne Portugal med 30-24. Bronzemedaljerne gik til Slovenien, som i bronzekampen vandt 30-25 over Tyskland efter forlænget spilletid.

## Slutrunde

### Værtsland og arenaer
Tekst mangler, hjælp os med at skrive teksten

### Indledende runde
De 16 hold spillede i den indledende runde i fire grupper med fire hold. De to bedste hold fra hver gruppe gik videre til hovedrunden om placeringerne 1-8, mens treerne og firerne spillede videre i mellemrunden om 9.- 16.-pladsen.

#### Gruppe A
| Dato  | Tid   | Kamp                 | Res.  | Pause |
| ----- | ----- | -------------------- | ----- | ----- |
| 29.7. | 16:00 | Portugal - Israel    | 30–26 | 17-14 |
| 29.7. | 20:00 | Island - Slovakiet   | 32–26 | 15-12 |
| 31.7. | 14:00 | Israel - Island      | 31–40 | 17-19 |
| 31.7. | 20:00 | Slovakiet - Portugal | 28–30 | 13-20 |
| 1.8.  | 14:00 | Island - Portugal    | 35–36 | 17-22 |
| 1.8.  | 20:00 | Slovakiet - Israel   | 31–21 | 13-12 |

| Hold      | Kampe | Mål     | Point |
| --------- | ----- | ------- | ----- |
| Portugal  | 3     | 96-89   | 6     |
| Island    | 3     | 107-930 | 4     |
| Slovakiet | 3     | 85-83   | 2     |
| Israel    | 3     | 078-101 | 0     |

#### Gruppe B
| Dato  | Tid   | Kamp                | Res.  | Pause |
| ----- | ----- | ------------------- | ----- | ----- |
| 29.7. | 14:00 | Frankrig - Serbien  | 24–22 | 11-10 |
| 29.7. | 18:00 | Danmark - Tjekkiet  | 29–21 | 13-80 |
| 31.7. | 16:00 | Tjekkiet – Frankrig | 31–34 | 16-18 |
| 31.7. | 18:00 | Serbien – Danmark   | 24–27 | 10-15 |
| 1.8.  | 16:00 | Tjekkiet – Serbien  | 24–30 | 11-14 |
| 1.8.  | 18:00 | Danmark – Frankrig  | 25–23 | 14-13 |

| Hold     | Kampe | Mål   | Point |
| -------- | ----- | ----- | ----- |
| Danmark  | 3     | 81-68 | 6     |
| Frankrig | 3     | 81-78 | 4     |
| Serbien  | 3     | 76-75 | 2     |
| Tjekkiet | 3     | 76-93 | 0     |

#### Gruppe C
| Dato  | Tid   | Kamp               | Res.  | Pause |
| ----- | ----- | ------------------ | ----- | ----- |
| 29.7. | 18:00 | Tyskland - Rusland | 35–23 | 14-11 |
| 29.7. | 20:00 | Spanien - Finland  | 32–20 | 17-80 |
| 31.7. | 18:00 | Finland – Tyskland | 27–42 | 09-18 |
| 31.7. | 20:00 | Rusland – Spanien  | 24–25 | 16-13 |
| 1.8.  | 18:00 | Tyskland – Spanien | 30–25 | 14-12 |
| 1.8.  | 20:00 | Rusland – Finland  | 32–26 | 20-15 |

| Hold     | Kampe | Mål     | Point |
| -------- | ----- | ------- | ----- |
| Tyskland | 3     | 107-750 | 6     |
| Spanien  | 3     | 82-74   | 4     |
| Rusland  | 3     | 79-86   | 2     |
| Finland  | 3     | 073-106 | 0     |

#### Gruppe D
| Dato  | Tid   | Kamp                 | Res.  | Pause |
| ----- | ----- | -------------------- | ----- | ----- |
| 29.7. | 14:00 | Slovenien - Sverige  | 31–28 | 15-12 |
| 29.7. | 16:00 | Kroatien - Rumænien  | 29–27 | 13-12 |
| 31.7. | 14:00 | Rumænien - Slovenien | 19–35 | 12-20 |
| 31.7. | 16:00 | Sverige - Kroatien   | 33–25 | 16-10 |
| 1.8.  | 14:00 | Slovenien - Kroatien | 32–21 | 18-90 |
| 1.8.  | 16:00 | Sverige – Rumænien   | 39–27 | 17-18 |

| Hold      | Kampe | Mål     | Point |
| --------- | ----- | ------- | ----- |
| Slovenien | 3     | 98-68   | 6     |
| Sverige   | 3     | 100-830 | 4     |
| Kroatien  | 3     | 75-92   | 2     |
| Rumænien  | 3     | 073-103 | 0     |

### Mellemrunde
Mellemrunden havde deltagelse af de otte hold, der sluttede på tredje- og fjerdepladserne i grupperne i den indledende runde. De otte hold spillede i to grupper med fire hold. Holdende fra gruppe A og B samledes i gruppe I1, mens holdene fra gruppe C og D blev samlet i gruppe I2. Indbyrdes resultater mellem hold fra samme indledende gruppe blev taget med til placeringsrunden.
Vinderne og toerne i de to grupper kvalificerede sig til placeringskampene om 9.- 12.-pladsen, mens treerne og firerne måtte nøjes med at spille placeringskampe om 13.- 16.-pladsen.

#### Gruppe I1
| Dato | Tid   | Kamp                 | Res.  | Pause |
| ---- | ----- | -------------------- | ----- | ----- |
| 3.8  | 14:00 | Israel - Tjekkiet    | 25–32 | 11-19 |
| 3.8  | 20:00 | Slovakiet - Serbien  | 33–41 | 15-20 |
| 4.8. | 16:00 | Israel - Serbien     | 30–36 | 13-17 |
| 4.8. | 20:00 | Tjekkiet - Slovakiet | 25–27 | 13-14 |

| Hold      | Kampe | Mål     | Point |
| --------- | ----- | ------- | ----- |
| Serbien   | 3     | 107-870 | 6     |
| Slovakiet | 3     | 91-87   | 4     |
| Tjekkiet  | 3     | 81-82   | 2     |
| Israel    | 3     | 76-99   | 0     |

#### Gruppe I2
| Dato | Tid   | Kamp               | Res.  | Pause |
| ---- | ----- | ------------------ | ----- | ----- |
| 3.8. | 14:00 | Finland - Rumænien | 27–37 | 08-18 |
| 3.8. | 16:00 | Rusland – Kroatien | 30–25 | 15-10 |
| 4.8. | 14:00 | Rumænien – Rusland | 29–30 | 16-14 |
| 4.8. | 16:00 | Finland – Kroatien | 19–39 | 11-18 |

| Hold     | Kampe | Mål     | Point |
| -------- | ----- | ------- | ----- |
| Rusland  | 3     | 92-80   | 6     |
| Kroatien | 3     | 93-76   | 4     |
| Rumænien | 3     | 93-86   | 2     |
| Finland  | 3     | 072-108 | 0     |

### Hovedrunde
Hovedrunden havde deltagelse af de otte hold, der sluttede på første- og andenpladserne i grupperne i den indledende runde. De otte hold spillede i to grupper med fire hold. Holdende fra gruppe A og B samledes i gruppe M1, mens holdene fra gruppe C og D blev samlet i gruppe M2. Indbyrdes resultater mellem hold fra samme indledende gruppe blev taget med til hovedrunden.
De to bedste hold fra hver gruppe gik videre til semifinalerne. Treerne og firerne gik videre til kampenene om 5.- til 8.-pladsen.

#### Gruppe M1
| Dato | Tid   | Kamp                | Res.  | Pause |
| ---- | ----- | ------------------- | ----- | ----- |
| 3.8. | 16:00 | Portugal - Danmark  | 29–28 | 17-12 |
| 3.8. | 18:00 | Island - Frankrig   | 42–30 | 20-14 |
| 4.8. | 14:00 | Island - Danmark    | 32–33 | 17-18 |
| 4.8. | 18:00 | Frankrig - Portugal | 30–36 | 13-18 |

| Hold     | Kampe | Mål     | Point |
| -------- | ----- | ------- | ----- |
| Portugal | 3     | 101-930 | 6     |
| Danmark  | 3     | 86-84   | 4     |
| Island   | 3     | 109-990 | 2     |
| Frankrig | 3     | 083-103 | 0     |

#### Gruppe M2
| Dato | Tid   | Kamp                 | Res.  | Pause |
| ---- | ----- | -------------------- | ----- | ----- |
| 3.8. | 18:00 | Spanien - Sverige    | 26–23 | 10-14 |
| 3.8. | 20:00 | Tyskland - Slovenien | 31–25 | 14-11 |
| 4.8. | 18:00 | Sverige - Tyskland   | 37–33 | 21-14 |
| 4.8. | 20:00 | Spanien - Slovenien  | 26–29 | 13-14 |

| Hold      | Kampe | Mål   | Point |
| --------- | ----- | ----- | ----- |
| Tyskland  | 3     | 94-87 | 4     |
| Slovenien | 3     | 85-85 | 4     |
| Spanien   | 3     | 77-82 | 2     |
| Sverige   | 3     | 88-90 | 2     |

### Placeringskampe

#### 13.- til 16.-pladsen
| Dato                | Tid   | Kamp                | Res.  | Pause |
| Semifinaler         |       |                     |       |       |
| 6.8.                | 12:30 | Tjekkiet - Finland  | 30–28 | 16-13 |
| 6.8.                | 15:00 | Rumænien - Israel   | 35–24 | 16-11 |
| Kamp om 15.-pladsen |       |                     |       |       |
| 7.8.                | 10:00 | Finland - Israel    | 30–23 | 15-10 |
| Kamp om 13.-pladsen |       |                     |       |       |
| 7.8.                | 12:30 | Tjekkiet - Rumænien | 28–31 | 13-14 |

| Samlet rangering |          |
| Plac.            | Hold     |
| 13.              | Rumænien |
| 14.              | Tjekkiet |
| 15.              | Finland  |
| 16.              | Israel   |

#### 9.- til 12.-pladsen
| Dato                | Tid   | Kamp                 | Res.  | Pause |
| Semifinaler         |       |                      |       |       |
| 6.8.                | 17:30 | Serbien - Kroatien   | 24–21 | 11-15 |
| 6.8.                | 20:00 | Rusland - Slovakiet  | 32–26 | 18-11 |
| Kamp om 11.-pladsen |       |                      |       |       |
| 7.8.                | 15:00 | Kroatien - Slovakiet | 32–25 | 21-15 |
| Kamp om 9.-pladsen  |       |                      |       |       |
| 7.8.                | 17:30 | Serbien - Rusland    | 23–39 | 11-15 |

| Samlet rangering |           |
| Plac.            | Hold      |
| 9.               | Rusland   |
| 10.              | Serbien   |
| 11.              | Kroatien  |
| 12.              | Slovakiet |

#### 5.- til 8.-pladsen
| Dato               | Tid   | Kamp               | Res.  | Pause |
| Semifinaler        |       |                    |       |       |
| 6.8.               | 12:30 | Island - Sverige   | 27–32 | 16-13 |
| 6.8.               | 15:00 | Spanien - Frankrig | 23–29 | 11-18 |
| Kamp om 7.-pladsen |       |                    |       |       |
| 7.8.               | 20:00 | Island - Spanien   | 32–34 | 15-14 |
| Kamp om 5.-pladsen |       |                    |       |       |
| 8.8.               | 14:00 | Sverige - Frankrig | 35–32 | 15-16 |

| Samlet rangering |          |
| Plac.            | Hold     |
| 5.               | Sverige  |
| 6.               | Frankrig |
| 7.               | Spanien  |
| 8.               | Island   |

### Finalekampe
| Dato        | Tid   | Kamp                 | Res.  | Pause |
| Semifinaler |       |                      |       |       |
| 6.8.        | 17:30 | Tyskland - Danmark   | 27–28 | 15-14 |
| 6.8.        | 20:00 | Portugal - Slovenien | 33–30 | 16-11 |
| Bronzekamp  |       |                      |       |       |
| 8.8.        | 16:30 | Slovenien - Tyskland | 30–25 | 11-15 |
| Finale      |       |                      |       |       |
| 8.8.        | 19:00 | Portugal - Danmark   | 24–30 | 11-14 |

| Samlet rangering |           |
| Plac.            | Hold      |
| Guld             | Danmark   |
| Sølv             | Portugal  |
| Bronze           | Slovenien |
| 4.               | Tyskland  |

### All-Star Team
EM's All-Star holdet blev offentliggjort, på finaledagen, den 9. august 2010.
| Position     | Spiller                  |
| ------------ | ------------------------ |
| Målvogter    | Jonas Hansen (DEN)       |
| Højre fløj   | Gašper Marguč (SLO)      |
| Højre back   | Joao Ferraz (POR)        |
| Playmaker    | Rasmus Lauge (DEN)       |
| Venstre back | Ólafur Guðmundsson (ISL) |
| Venstre fløj | Max Schubert (GER)       |
| Stregspiller | Hendrik Pekeler (GER)    |

| Pris                   | Spiller                                | Spiller           |
| ---------------------- | -------------------------------------- | ----------------- |
| Most Valuable Player   | Kentin Mahé (FRA)                      | Kentin Mahé (FRA) |
| Bedste forsvarsspiller | Mitja Nosan (SLO)                      | Mitja Nosan (SLO) |
| Topscorer              | Kentin Mahé (FRA), Gašper Marguč (SLO) | 49 mål            |

### Medaljevindere
| Guld | Sølv | Bronze |
| --- | --- | --- |
| Danmark | Portugal | Slovenien |
| Thomas Aagaard Patrick Wiesmach Larsen Dan Beck-Hansen Morten Vium Kasper Olsen Magnus Bramming Alexander Lynggaard Jonas Porup Jonas Hansen Tobias Torpegaard Møller Benjamin Jakobsen Rasmus Lauge Mads Larsen Simon Birkefeldt [[]] | Andre Vilhena Ricardo Pesqueira Hugo Rosario Joao Ferraz Pedro Seabra Marques Antonio Areia Gilberto Duarte Nuno Silva Belone Moreira Rui Silva Pedro Portela Marco Marques Marino Machado Hugo Silva [[]] | Emir Taletovic Darko Cingesar Ziga Mlakar Gasper Marguc Mario Sostaric Matej Gaber Tine Poklar Ziga Smolnik Miha Zarabec Vid Poteko Urban Lesjak Jan Pucelj Mitja Nosan Jure Jelovcan [[]] |

## Kvalifikation
Tekst mangler, hjælp os med at skrive teksten